# Aliwal
Aliwal és una vila del districte de Tarn Taran (i abans al de Ludhiana) al Panjab, a la riba esquerra del riu Sutlej a uns 15 km a l'oest de la ciutat de Ludhiana. Les seves coordenades són 30° 57′ N, 75° 37′ E / 30.950°N,75.617°E.
En aquest lloc es va lliurar la batalla d'Aliwal a la primera guerra Sikh, a finals de juny de 1846 Ranjur Singh que era a Aliwal va travessar el riu i es va dirigir a Ludhiana; el 28 de juny Sir Harry Smith, amb l'objecte de netejar la riba esquerra del riu, els atacà i els va derrotar; després de la batalla els fortins sikhs a la riba britànica del Sutlej foren evacuats i tot el territori a l'est del riu va quedar dominat.